# Циноглоссин
Циноглоссин — гликозид, который является естественным пигментом, встречающимся во многих цветущих растениях. Его химическая формула C20H17NO6 позволяет ему иметь красно-фиолетовый цвет.
Сильная пургативная активность этого соединения была известна и использована в медицине уже много лет. Некоторые исследования также показывают его противораковые свойства. Однако, в то же время, выявлены некоторые негативные эффекты, вызывающие тревогу относительно использования циноглоссина в медицинских целях.
Циноглоссин был первоначально извлечен из корня растения Polygonum cuspidatum (японское имя — Кё-ча). В последние годы этот пигмент стал широко распространен в различных продуктах благодаря своим свойствам окрашивать жидкости и пищевые продукты.
Тем не менее, циноглоссин может оказывать воздействие на кишечник, вызывая сильную диарею, которая при длительном употреблении может привести к дегидратации и нарушению электролитного баланса. Из-за этого использование циноглоссина в медицинских целях является ограниченным.
Существует потенциальная опасность при употреблении продуктов, содержащих циноглоссин, особенно среди людей, страдающих заболеваниями пищеварительной системы или имеющих повышенную чувствительность к этому соединению. Поэтому в некоторых странах установлены ограничения на использования циноглоссина в пищевой и медицинской промышленности.